# Ottersteine
Die Ottersteine sind eine 821,3 m ü. NHN hohe Felsformation, die 15 bis 25 m über die Umgebung ragt und als Naturdenkmal ausgewiesen wurde. Sie liegt im Naturraum Dammersfeldrücken in der Hohen Rhön. Wegen der Lage auf dem Truppenübungsplatz Wildflecken ist sie meistens für die Öffentlichkeit gesperrt.

## Geographie

### Lage

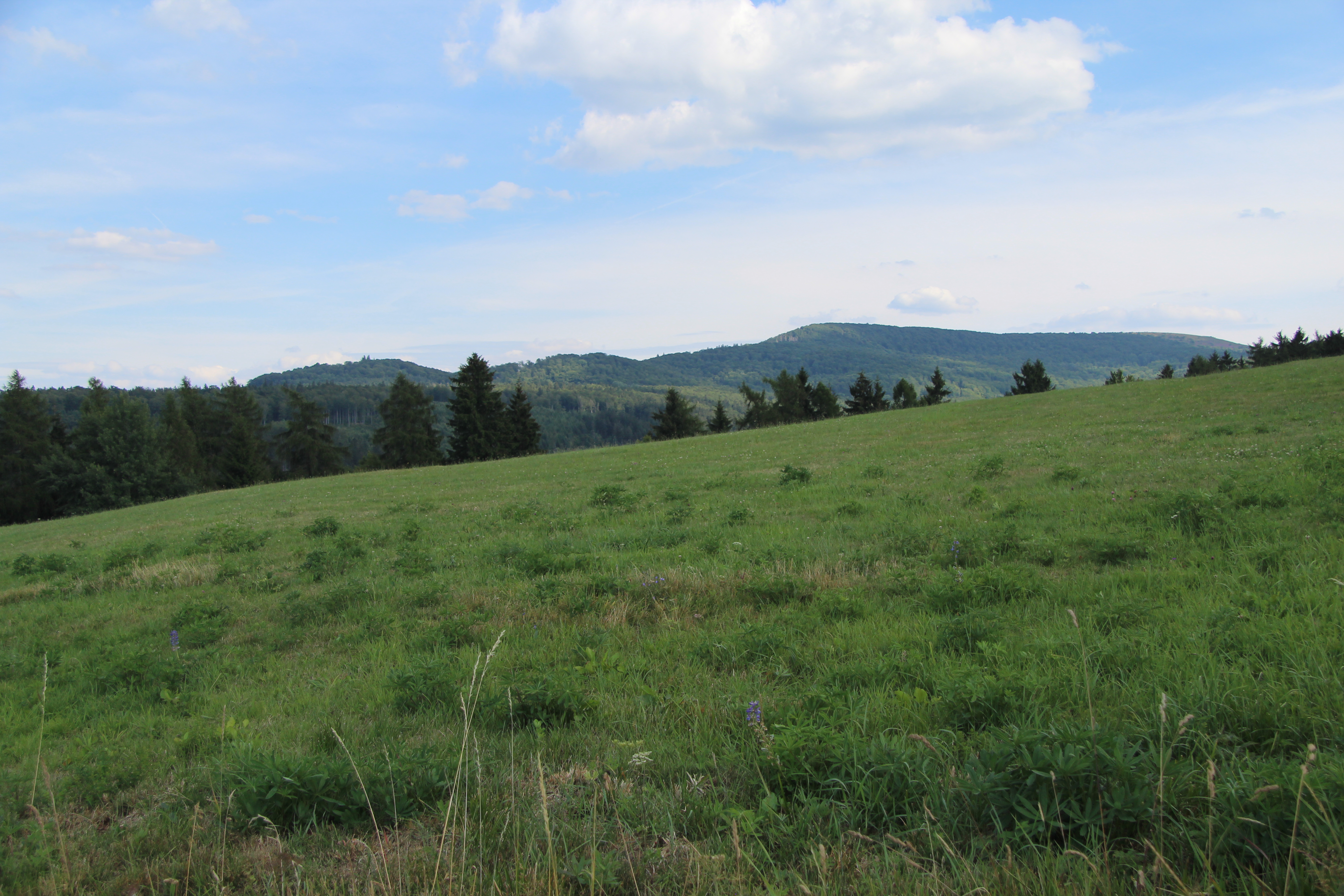
Links der Bremerkopf, rechts die Dammersfeldkuppe. Dazwischen die Ottersteine. Standort bei Dalherda

Die Ottersteine sind ein im Naturpark Hessische Rhön und Biosphärenreservat Rhön gelegener Nordausläufer der Dammersfeldkuppe. Die hessisch-bayerische Grenze verläuft rund 500 m südsüdöstlich ihres Gipfels. Etwa 2 km westnordwestlich liegt Dalherda (Hessen), das zu Gersfeld gehört. Östlich entspringen Zuflüsse des Rommerser Wasser, im Unterlauf Schmalnau genannt. Westlich vorbei fließt der Gichenbach als Zufluss dieser. Die Ottersteine befinden sich in einem Haderwald genannten Waldgebiet.

### Naturräumliche Zuordnung
Die Ottersteine gehörten in der naturräumlichen Haupteinheitengruppe Osthessisches Bergland (Nr. 35), in der Haupteinheit Hohe Rhön (354) und in der Untereinheit Südliche Hohe Rhön (354.0) zum Naturraum Dammersfeldrücken (354.00). Ihre Landschaft fällt nach Norden und Westen in der Haupteinheit Vorder- und Kuppenrhön (353) und in der Untereinheit Kuppenrhön (353.2) in den Naturraum Milseburger Kuppenrhön (353.21) ab.

## Geologie
Die Klippen bestehen aus flach liegenden Säulen von wenigen Dezimetern Durchmesser mit Richtung in alle Himmelsrichtungen, was auf einen Ursprung als Füllung eines Vulkanschlots durch einen Lavasee hinweist. Es ist nicht sicher, ob dieser Schlot, bestehend aus Alkalibasalt die Basaltdecken der Umgebung gefördert hat oder eigenständig war.
Das Gestein „zeigt ein ausgeprägtes Fließgefüge aus Plagioklasleisten mit eingestreuten Klinopyroxen- und Olivin-Kristallen. Es umschließt einzelne große Olivin-Xenokristalle“. Diese wurden aus dem Erdmantel herausgelöst, aber nicht schnell genug zersetzt, was einen schnellen Aufstieg des Gesteins bedeutet.

## Schutzgebiete
Auf dem Gebiet der Felsformation liegen Teile des Fauna-Flora-Habitat-Gebiets Haderwald (FFH-Nr. 5525-352; 17,9486 km²) sowie Teile des Vogelschutzgebiets (VSG) Hessische Rhön (VSG-Nr. 5425-401; 360,8013 km²).

## Truppenübungsplatz Wildflecken
Die Ottersteine liegen im 70 km² großen Truppenübungsplatzes Wildflecken; daher sind sie militärisches Sperrgebiet und nicht frei zugänglich. 1938 von der deutschen Wehrmacht eingerichtet, diente der Truppenübungsplatz nach dem Zweiten Weltkrieg vorübergehend der US-Armee. Gegenwärtig wird er gemeinsam von der Bundeswehr und ihren NATO-Alliierten genutzt. Gelegentlich führen aber die Wanderrouten der Volkswandertage an dieser Formation vorbei, wodurch sie vom Weg aus betrachtet werden können. Dies war zuletzt 2023 der Fall.